# Haut-Chari
Le Haut-Chari est une région créée par la France dans la colonie du Congo français. Il a officiellement existé entre le 5 septembre 1900 et le 11 juin 1904 et comprenait la région du fleuve Chari dans la République centrafricaine actuelle.
Le 10 décembre 1899, la colonie de l'Haut-Oubangui est supprimée et convertie en province au sein du Congo français. Le 29 décembre 1903, il fut décidé d'unifier cette province avec la région du Haut-Chari. L'unification a été achevée le 11 juin 1904 avec la dissolution de l'administration du Haut-Chari. La colonie de l'Oubangui-Chari a été alors formée.

## Commissaires du gouvernement de la région
Le Haut-Chari a été administré successivement par : 
- 1899-1901 : Émile Gentil
- 1901-1902 : Georges Matthieu Destenave
- 1902-1904 : Georges-Gilbert Bruel  (avec le titre de commandant)

Cartes postales du Haut-Chari (clichés Georges Bruel).
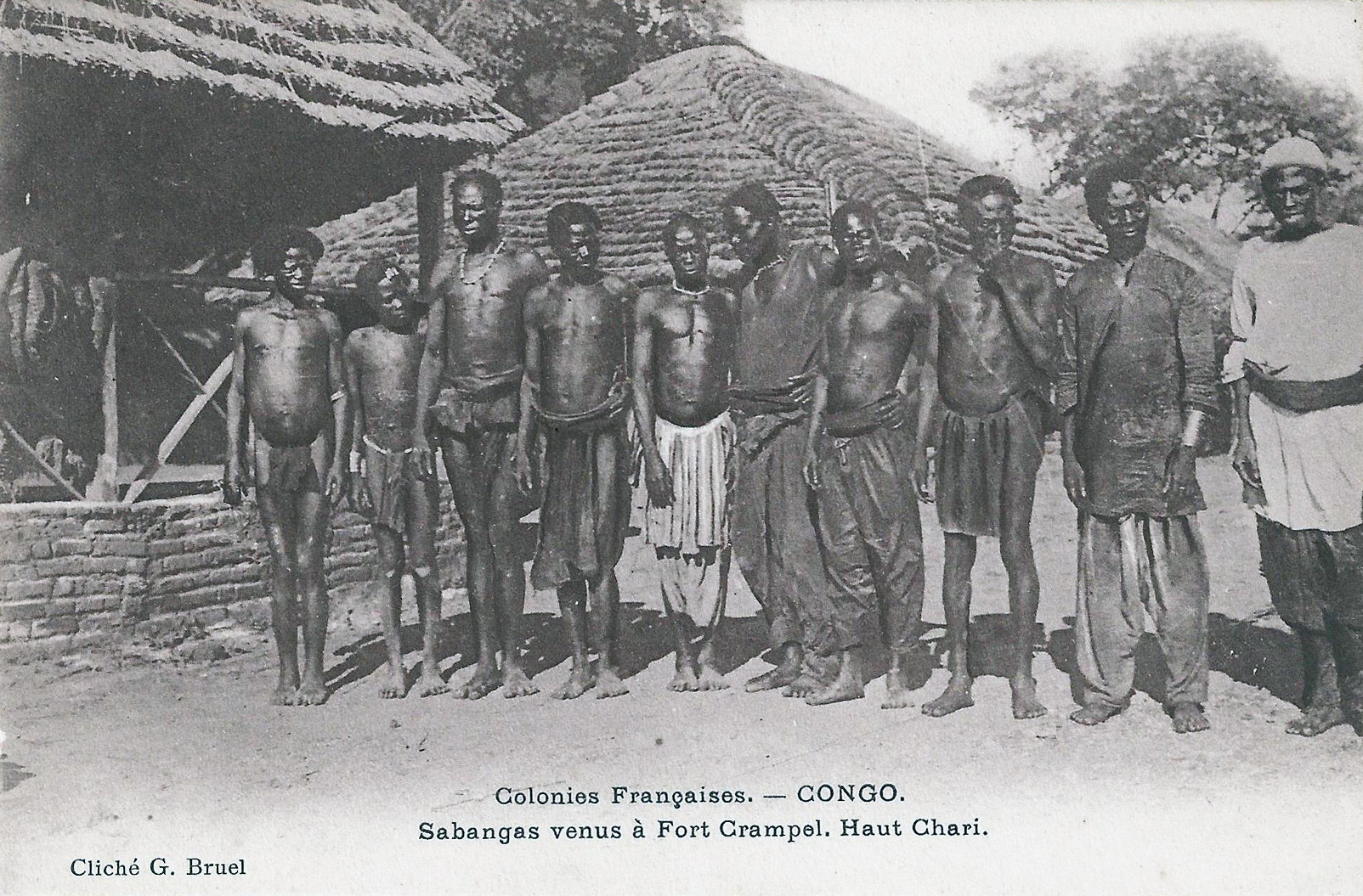
Sabangas[2] venus à Fort Crampel.
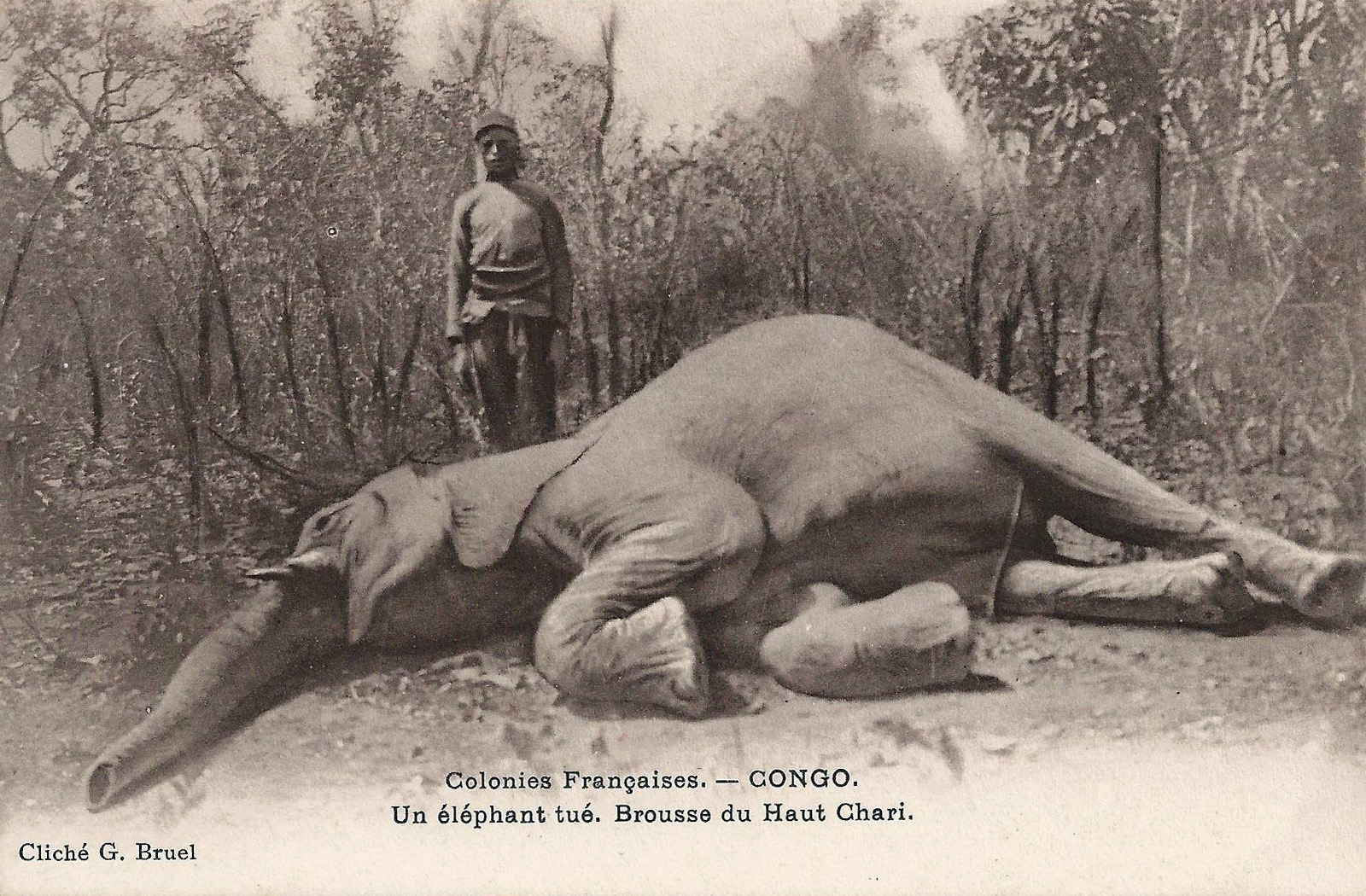
Un éléphant tué. Brousse du Haut Chari.
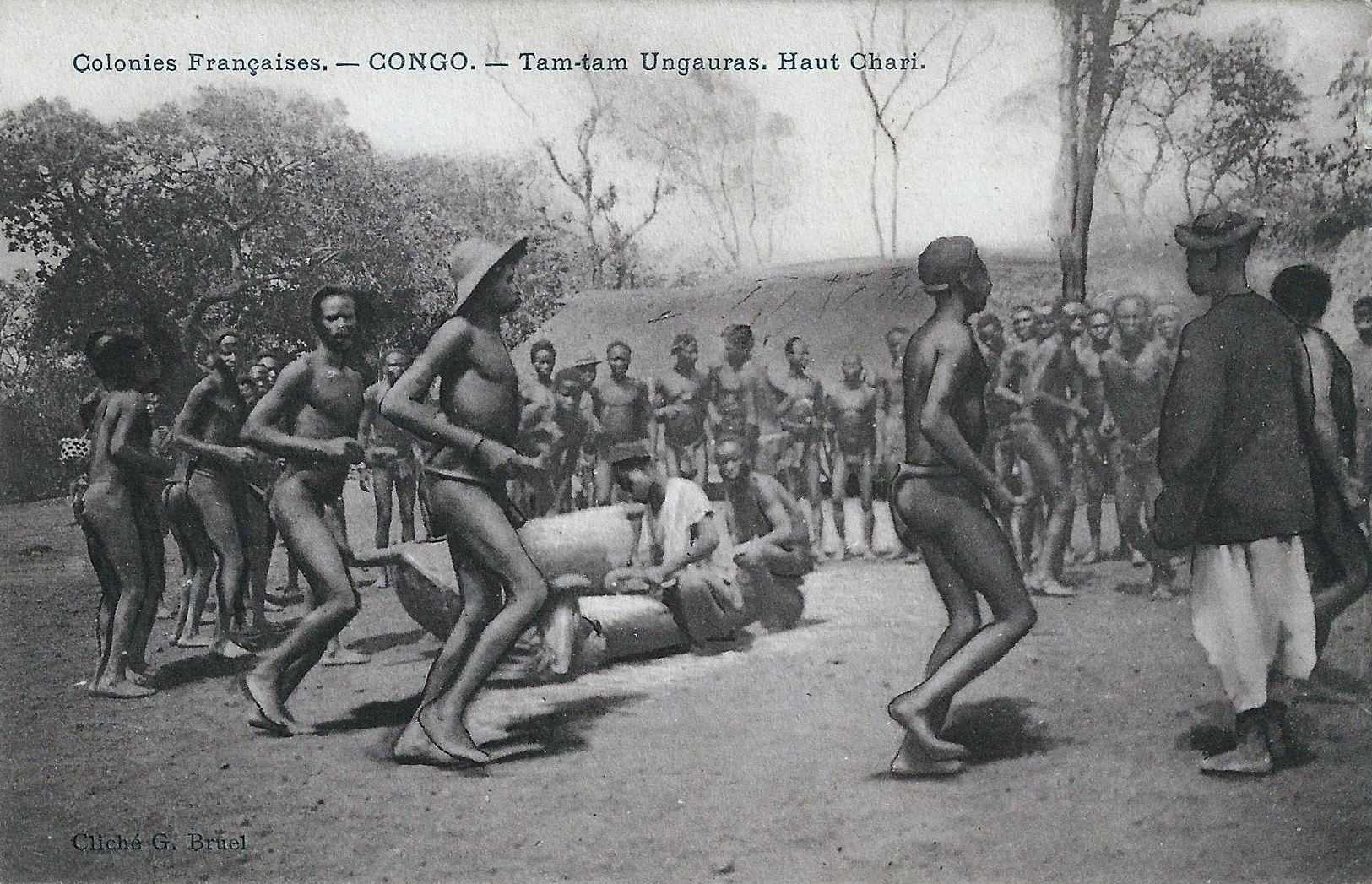
Tam-tam Ungauras.